# Hugo Millán
Hugo Millán Gracia war ein spanischer Nachwuchs-Motorradrennfahrer (Rennnummer 44), geboren am 13. November 2006 in Huelva. Er galt als großes Talent im Nachwuchsbereich (Cuna de Campeones) und nahm an der Hawkers European Talent Cup (ETC) teil. Am 25. Juli 2021 verunglückte er beim ETC-Lauf auf dem MotorLand Aragón: nach einem Sturz wurde er von einem nachfolgenden Fahrer getroffen, erlag noch am selben Tag im Medical Centre seinen Verletzungen.  ￼ ￼
⸻
Wer war Hugo Millán? (persönlich & Herkunft)
	•	Vollname: Hugo Millán Gracia.  ￼
	•	Geburtsdatum / -ort: 13. November 2006, Huelva (Andalusien), Spanien.  ￼ ￼
	•	Team / Schule: Er wurde bei der Nachwuchsschule Cuna de Campeones ausgebildet (die Schule des Circuit Ricardo Tormo) und fuhr für das Cuna-de-Campeones-Team. Seine Rennen trug er meist mit der Startnummer 44.  ￼ ￼
⸻
Rennkarriere — Stationen & Erfolge
	•	Minimoto → nationale Serie → international: Wie viele Talente startete er in Minibikes, stieg in den spanischen Jugendklassen auf und wurde in den nationalen Wettbewerben (PreMoto3 / spanische Serien) erfolgreich ausgebildet.  ￼ ￼
	•	2019: Sub-/Vizemeister in der spanischen PreMoto3 (mehrere Siege und Podien).  ￼ ￼
	•	2020 → 2021: Einstieg bzw. Fortsetzung in der European Talent Cup (ETC) — dem offiziellen Nachwuchs-Cup im FIM-CEV-/Junior-GP-Programm, der 13–17-jährige Talente hervorbringt. In der Saison 2021 fuhr Hugo vorne mit: er holte Pole-Positions und mehrere Podiumsplätze und lag kurz vor dem Aragón-Wochenende auf Platz 2 der Gesamtwertung (eine starke Saison, als Nachwuchshoffnung).  ￼ ￼ ￼
(Zahlen: in Berichten wurde erwähnt, dass er in 2021 mehrere Pole-Positions und etwa vier Podiumsplätze erreicht hatte — die Berichterstattung zur Saison bestätigt, dass er zu den Top-Fahrern gehörte).  ￼ ￼
⸻
Der Unfall (Datum, Ort, Ablauf)
	•	Datum / Ort: 25. Juli 2021, MotorLand Aragón (Aragón/Spanien), European Talent Cup, Runde am Circuit.  ￼ ￼
	•	Was geschah (Kurzablauf): In Race 1 stürzte Millán in Kurve 5 (Turn 5) auf der zweiten Runde/kurz danach; er versuchte aufzustehen und aus der Linie zu kommen, wurde dabei jedoch von einem nachfolgenden Fahrer getroffen (verschiedene Medien nennen den polnischen Fahrer Milan (Leon) Pawelec; einige Quellen berichteten auch von Oleg Pawelec — in der Berichterstattung gibt es daher leichte Unterschiedlichkeiten bei der Namensnennung). Millán wurde sofort von der Streckenrettung behandelt und ins Medical Centre gebracht, dort wurde sein Tod bestätigt. Das Rennen wurde abgebrochen und die Rennveranstaltung war in tiefer Trauer.  ￼ ￼ ￼
Wichtiger Hinweis zur Berichterstattung über den Zusammenstoß: unterschiedliche Medien gaben teils unterschiedliche Vornamen bzw. Schreibweisen des Fahrers an, der ihn traf (Milan Pawelec / Oleg Pawelec). Autoren und Rennlisten des ETC zeigen aber, dass Piloten namens Pawelec (Polen / Wójcik-Team) im Feld waren; Motorsport-Berichte führen beide Varianten in der Nachberichterstattung an.  
Ruhe in Frieden Hugo…￼ ￼